# Leeum
Le Leeum, Samsung Museum of Art est un musée consacré à l'art et à la culture coréenne qui est situé au pied du Namsan, en bordure du fleuve Han, dans la ville de Séoul, en Corée du Sud. Construit en 2004 par la fondation Samsung, cette œuvre architecturale a pour but de rallier les différents portails de l'art et la culture coréenne comme le musée national de Corée à Séoul et le théâtre national (en), mais également d'étendre la présence de la culture en Corée. 

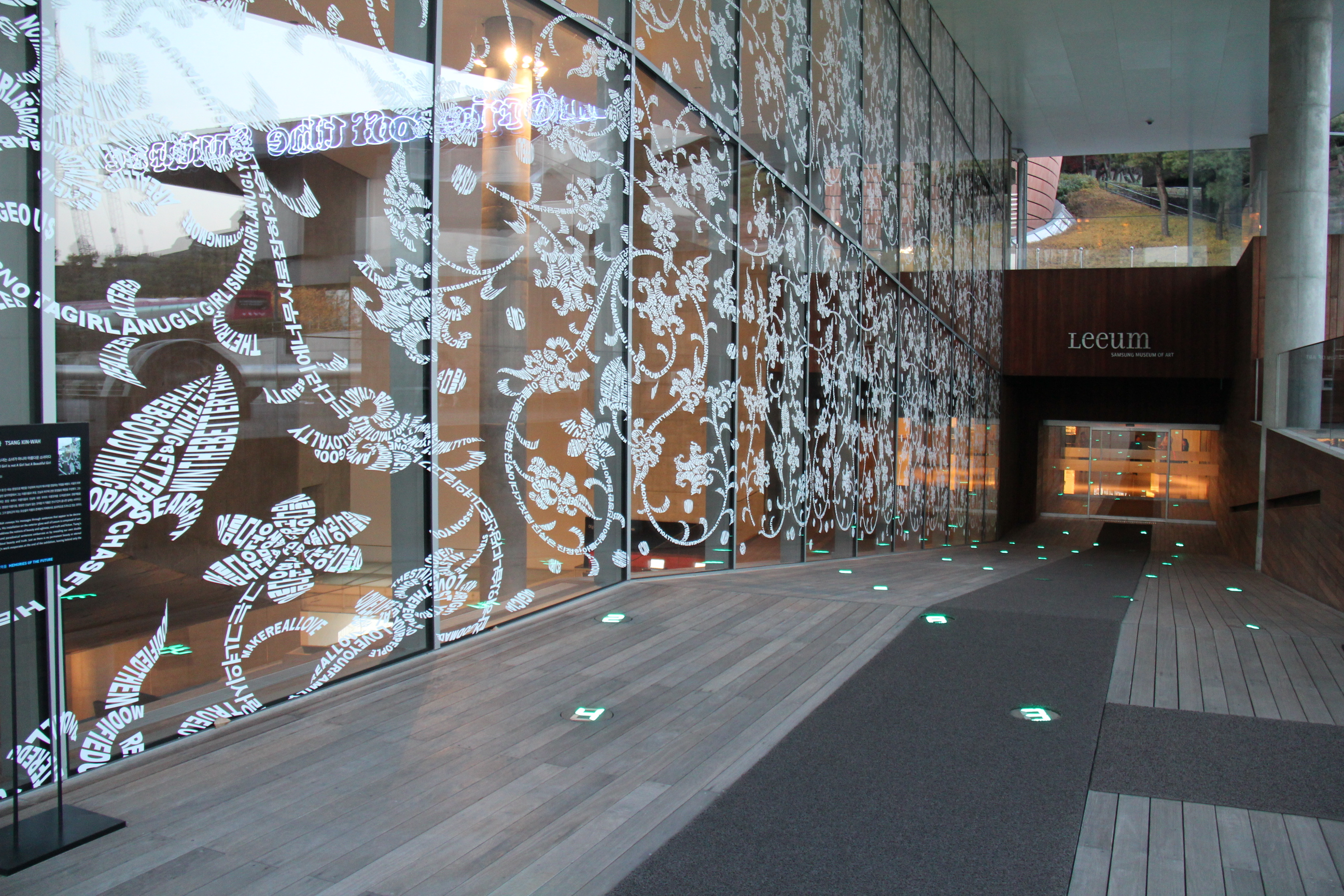
Un hall d'entrée. Leeum, Samsung Museum of Art.

## Contexte historique
La ville de Séoul, en Corée du Sud, cherchait à devenir une métropole importante en culture.

## Bâtiments
Le Leeum, qui se veut la synthèse de la nature et de l'architecture, forme un complexe de trois bâtiments interreliés selon un concept de trois idées également intereliées : le traditionnel, le contemporain et l'éducatif.
Le Leeum est donc composé de trois bâtiments, ayant chacun son concept unique et son architecture distincte qui « exprime » son contenu.
- Musée 1 : architecte Mario Botta
- Musée 2 : architecte Jean Nouvel
- Bâtiment 3 : Samsung Child Education & Culture Center : architecte Rem Koolhaas (OMA)

Au départ, l'idée était de faire appel à trois architectes différents pour illustrer les trois concepts énumérés plus haut, soit le traditionnel, le contemporain et l'éducatif, à travers une œuvre architecturale. Ainsi, on fit appel à l'architecte suisse Mario Botta qui trouva son inspiration dans la porcelaine coréenne, pour conserver l'art traditionnel coréen. Le deuxième musée, celui qui traite de l'art moderne et contemporain international, fut imaginé par l'architecte français Jean Nouvel, selon les termes choisis sur le site du musée « le premier au monde à utiliser le verre et l'acier inoxydable rouillé, a exprimé la qualité de pointe de l'art contemporain à travers son design ». Et Rem KoolHaas « a utilisé des matériaux rares, tels que le béton noir, pour créer une Boite Noire, et a conçu un espace architectural futuriste qui semble flotter dans les airs ».